# وینسون (اوکلاهاما)
وینسون (به انگلیسی: Vinson) یک منطقهٔ مسکونی در ایالات متحده آمریکا است که در شهرستان هارمون، اوکلاهما واقع شده است. این جامعه به نام هنری بی وینسون، مالک شهرک نامگذاری شده است. وینسون یک اداره پست داشت که در ۲۰ اوت ۱۹۰۳ تأسیس شد. اداره پست (کد پستی ۷۳۵۷۱) که در سال ۲۰۱۷ منحل شد.

## افراد شاخص
- روف دیویس، بازیگری که در فیلم Petticoat Junction بازی کرد.
- جان دبلیو آرون (با نام مستعار "مرد موشکی چشم پولادین")؛ مهندس برق ناسا که مسئول نجات مأموریت آپولو ۱۲ بود.